# Paradiaphlebus vittatus
Paradiaphlebus vittatus är en insektsart som först beskrevs av Brunner von Wattenwyl 1898.  Paradiaphlebus vittatus ingår i släktet Paradiaphlebus och familjen vårtbitare. Inga underarter finns listade i Catalogue of Life.